# Guerre barbaro-néerlandaise
La guerre entre les Pays-Bas et les Barbaresques algériens, également appelée guerre entre les Pays-Bas et l'Algérie (1618-1622).

## Contexte
C'est un conflit qui trouve son origine dans les activités des pirates barbaresques qui s'en prennent aux navires néerlandais. En réponse à ces attaques, les Néerlandais ont lancé plusieurs expéditions visant à mettre fin aux attaques contre les navires néerlandais et à protéger leurs navires. En fin de compte, ces efforts ont été couronnés de succès avec la signature en octobre 1622 d'un traité de paix. Les deux nations ayant reconnu l'importance de la paix pour le maintien d'une économie prospère.